# Adonina Tardón
Adonina Tardón García (Madrid, 1953) es una investigadora y epidemióloga española, que se convirtió en la primera catedrática de Medicina Preventiva y Salud Pública de la Universidad de Oviedo.

## Trayectoria
Se licenció en Medicina y Cirugía por la Universidad Complutense de Madrid. Se doctoró por la Universidad de Oviedo. En el Centro Internacional de Investigaciones del Cáncer de la OMS de Lyon, realizó una estancia postdoctoral.
Ha desarrollado su carrera en torno a la epidemiología ambiental, la medicina preventiva y la salud pública. Fue la primera mujer en convertirse en catedrática de salud pública en la Universidad de Oviedo. También fue en diversas ocasiones científica visitante en el Instituto Nacional del Cáncer de Washington.
Además, ha sido durante muchos años profesora universitaria. De 2000 a 2016, fue secretaría científica del IUOPA, el Instituto Universitario de Oncología de la Universidad de Oviedo. También en el 2000, se convirtió en directora del Grupo de Epidemiología Ambiental y ocupacional del IOUPA. En 2007 pasó a dirigir el Ciber de Epidemiología y Salud Pública y en 2016 el Instituto de Investigación Sanitaria de Asturias (ISPA).
También se convirtió en la investigadora principal del proyecto europeo ‘Cancer prevention at work’ (en español, Prevención del cáncer en el trabajo), que busca erradicar la bacteria Helicobacter pylori, considerada el factor de riesgo principal del cáncer de estómago.
Además, fue nombrada miembro del Comité de Ética de la Investigación del Principado de Asturias, de la cátedra Cogersa, de la cátedra Concepción Arenal de Agenda 2030 de la Universidad de Oviedo y del Consejo de Salud de Asturias. En 2023 fue nombrada profesora emérita de la Universidad de Oviedo.

## Reconocimientos
El ránking de 2022 del Centro Superior de Investigaciones Científicas, determinó que Tardón era la científica asturiana más destacada de España. En 2023, el diario La Nueva España nombró a Tardón la Asturiana del Mes de mayo. Ese mismo año, Tardón fue la pregonera de las fiestas de la localidad asturiana de Belmonte de Miranda, en la que veraneaba cuando era niña.
En 2024 fue condecorada con la Medalla de Asturias, la máxima condecoración que otorga el Gobierno del Principado de Asturias, junto a la artista Consuelo Vallina, al alcalde de Mieres Aníbal Vázquez, el primer alcalde de la democracia de Laviana, Pablo García, y el director de El Comercio, Marcelino Gutiérrez.